# 淮南西站
淮南西站是一个阜淮线和水张线上的铁路车站，位于安徽省淮南市田家庵区泉山路，目前为一等站，邮政编码为232038。目前车站主要办理阜淮、淮南及西张铁路的直通、区段及摘挂货运列车的解编任务；车站亦办理整车普通货物发到业务，主要发送货品为煤炭和粮食。
淮南西站作为大张铁路的增建车站设立于1956年6月，当时名为黑泥洼站，主要为淮南矿区服务:128。车站在阜淮铁路建设过程中进行扩建，1987年1月建成，规模二级四场:397，同时原大张线起点改为本站。

## 车站结构
淮南西站规模二级四场。其中到达场设6条股道，上、下行到发场各设7条股道（含正线）；编组场又称调车场，设有18条股道:94。此外车站还设有3个货场，面积14743平方米，并设有专用线通往合肥机务段淮南整备车间及杭州北车辆段淮南检修车间。
| 站场/线路 | 西张线、阜淮线                  | 下行到发场 | 阜淮线往淮南方向→ | 阜淮线往淮南方向→ |
| 站场      | 车辆段                          | 编组场     | 到达场            |                   |
| 站场/线路 | ←西张线、阜淮线潘集、望峰岗方向 | 上行到发场 | 到达场            | 阜淮线            |

## 下辖车站
淮南西站是上海铁路局下辖的直属站之一，由原淮南西站、淮南车务段和张集车务段合并而成。淮南西直属站主要管辖阜淮铁路、淮南铁路、水蚌铁路、西张铁路四条营运线路及合蚌客运专线位于淮南境内的车站，共下辖车站26个。2019年通车的商杭客运专线上的淮南南站、寿县站、凤台南站及颍上北站亦由本站管辖。
淮南西直属站目前下辖以下车站：
- 淮南铁路：颍上、谢桥、张集、凤台、潘集、淮南西、淮南、大通、九龙岗、水家湖
- 水蚌铁路：姜桥、李楼、田荣、刘府、西泉街、武店、年家岗、炉桥、水家湖
- 西张铁路：张楼、毕家岗、李郢孜、望峰岗
- 商杭客运专线：颍上北、凤台南、寿县、淮南南、水家湖
- 合蚌客运专线：淮南东、水家湖
- 支线：田家庵